# Banachiewicz (Mondkrater)
Banachiewicz ist ein Einschlagkrater am äußersten östlichen Rand der Mondvorderseite, südwestlich des Kraters Neper.
Der Krater ist sehr stark erodiert und der Wall ist weitgehend eingeebnet.
| Buchstabe | Position          | Durchmesser | Link |
| --------- | ----------------- | ----------- | ---- |
| B         | 5,32° N, 78,99° O | 23 km       |      |
| C         | 6,98° N, 75,27° O | 21 km       |      |
| E         | 7,53° N, 74,71° O | 9 km        |      |

Der Krater wurde 1964 von der IAU nach dem polnischen Astronomen und Mathematiker Tadeusz Banachiewicz offiziell benannt.